# Смертная казнь
Сме́ртная казнь, или просто казнь, — лишение жизни человека в качестве наказания, узаконенного государством и осуществляемого по вступившему в силу приговору суда или (исторически) по решению иных государственных или военных органов.
В современном обществе смертная казнь во многих юрисдикциях и странах является незаконной, а в других — законным уголовным наказанием лишь за чрезвычайно тяжкие преступления.
В среднем ежегодно в мире смертной казни подвергаются от 1000 до 1500 человек.
Альтернативой смертной казни является пожизненное заключение.

## История
Смертная казнь — это один из наиболее древних видов наказания. Изначально она возникла в ходе реализации принципа талиона: «око за око, зуб за зуб». Согласно данному принципу, справедливым наказанием за причинение смерти другому человеку являлась смертная казнь. Кроме того, свою роль сыграл и существовавший во многих обществах обычай кровной мести, которую была призвана заменить смертная казнь, осуществляемая от лица государства.
Несмотря на то, что в дальнейшем для большинства деяний принцип талиона был заменён выплатой денежного штрафа в пользу потерпевшего, смертная казнь сохранялась практически во всех государствах.
Начиная с конца XVIII века в Европе наблюдалось постоянное и систематическое ограничение области применения смертной казни, перестали применять смертную казнь за преступления против нравственности и против собственности. Она была сохранена лишь за убийство и ряд иных тяжких преступлений. В 1786 году смертная казнь была отменена в Тоскане, а 1788 — в Австрии. Вскоре, однако, в этих государствах смертная казнь снова была введена (в Тоскане — в 1790 году, в Австрии — в 1795 году).
Первой страной, навсегда отменившей смертную казнь, стала Венесуэла в 1863 году. В 1865 году это сделала Сан-Марино, в 1867 смертную казнь отменила Португалия, в 1868 году — Мексика, в 1870 году — Нидерланды. В Швейцарии смертная казнь была отменена в 1874 году, но затем она вновь была восстановлена и применялась до 1940 года.

## Смертная казнь в современном мире
В развитых странах смертной казни всегда предшествует длительное судебное разбирательство на разных уровнях, подсудимому предоставляются возможности для подачи апелляций. Часто это приводит к тому, что между вынесением смертного приговора и его исполнением проходят годы или даже десятки лет. Например, в США (штат Джорджия) Джек Олдермен был приговорён к смертной казни за убийство своей жены 14 июня 1975 года в возрасте 24 лет, а казнён лишь 16 сентября 2008 года в возрасте 57 лет — более чем через 33 года. Казнь может производить только уполномоченный представитель государства в назначенное время, иначе это действие считается убийством и карается законом. В большинстве современных государств смертная казнь приводится в исполнение непублично, то есть на ней имеют право присутствовать лишь определённые законом лица.
В ряде случаев смертная казнь может быть заменена пожизненным заключением или длительным сроком лишения свободы по решению суда. Приговорённый судом к смертной казни также может быть помилован высшим должностным лицом государства.
После Второй мировой войны в мире наметилась тенденция к сокращению применения и полной отмене смертной казни. Отмечается, что не последнюю роль в этом сыграли нормы ст. 3 и 5 Всеобщей декларации прав человека, принятой Генеральной Ассамблеей ООН 10 декабря 1948 года, которые устанавливают, что каждый человек имеет право на жизнь и что никто не должен подвергаться пыткам или жестоким, бесчеловечным и унижающим его достоинство обращению и наказанию. По мнению авторского коллектива кафедры уголовного права и криминологии Московского государственного университета, «в данном контексте смертная казнь однозначно относится к наказаниям жестоким и бесчеловечным». Кроме того, отмена смертной казни рекомендована Резолюциями Генеральной Ассамблеи ООН от 8 декабря 1977 года и от 15 декабря 1980 года, а также вторым факультативным протоколом к Пакту о гражданских и политических правах, принятым Генеральной Ассамблеей ООН 15 декабря 1989 года.
В 1978 году смертная казнь была отменена в Испании, в 1981 году — во Франции. С 1990 года смертную казнь отменили полностью около 40 стран и территорий, в том числе Азербайджан, Албания, Ангола, Армения, Болгария, Великобритания, Венгрия, Гонконг, Греция, Грузия, Ирландия, Италия, Казахстан, Канада, Кипр, Кот-д’Ивуар, Кыргызстан, Латвия, Литва, Маврикий, Мальта, Мексика, Мозамбик, Молдова, Непал, Парагвай, Польша, Румыния, Сербия, Словакия, Словения, Туркменистан, Украина, Хорватия, Черногория, Чехия, Швейцария, Эстония, ЮАР.
По состоянию на 2022 год 108 стран отменили смертную казнь за все преступления (в том числе 1 в 2022 году). Кроме того, 6 стран сохранили её только для отдельных особо тяжких преступлений, совершённых в военное время, исключив возможность назначения смертной казни за так называемые общеуголовные преступления. Ряд государств отменил смертную казнь на практике, то есть, они не приводили смертные приговоры в исполнение последние 10 лет и собираются и в дальнейшем придерживаться моратория, либо официально объявили о введении моратория на исполнение смертных приговоров. 56 государств по состоянию на 2018 год сохранили применение смертной казни, но не во всех из них в 2015 году смертные приговоры приводились в исполнение. Всего в 2015 году смертных казней не было в 169 из 193 стран — членов ООН.
Точное число смертных приговоров, ежегодно приводимых в исполнение в мире, неизвестно, так как некоторые страны, где смертная казнь применяется очень часто (например, КНР и КНДР), не публикуют никаких статистических данных о количестве казнённых. По подтверждённым (далеко не полным) данным, на конец 2015 года по всему миру исполнения смертного приговора ожидали не менее 20 292 человек.
С 1965 года более 50 стран расширили перечень преступлений, за которые может быть назначена смертная казнь. По данным на 2000 г., в 21 стране предусмотрена смертная казнь за преступления, связанные с безопасностью страны (шпионаж, государственная измена и т. п.). В 13 странах ввели смертную казнь за терроризм, за угон воздушного судна, если это привело к гибели людей, за убийство заложников. В некоторых странах предусмотрено данное наказание за похищение людей, если это привело к их смерти. В 21 стране установлена смертная казнь за преступления, связанные с незаконным оборотом наркотиков. В 13 странах смертная казнь предусмотрена за экономические преступления (коррупцию, хищение государственных средств, нападение на сотрудников таможни, вооружённое ограбление). В ряде исламских стран установлена смертная казнь за прелюбодеяние, изнасилование, гомосексуальные контакты, половую связь между немусульманином и мусульманкой.

## Виды смертной казни
Существует деление смертной казни на квалифицированную и неквалифицированную. При квалифицированной смертной казни за разные преступления могут назначаться разные её виды, при неквалифицированной — законодательство предусматривает один вид смертной казни для всех преступлений, за которые может быть вынесен смертный приговор.
Практикуемые в современном мире виды смертной казни:
- Расстрел
- Повешение
- Побиение камнями
- Смертельная инъекция
- Электрический стул
- Обезглавливание
- Газовая камера
- Удушение азотом

По данным Amnesty International, в 2018 году в мире использовались следующие способы смертной казни: повешение (10 стран), расстрел (6 стран), смертельная инъекция (4 страны), обезглавливание (только Саудовская Аравия) и электрический стул (только США),.
Исторические виды смертной казни:
- Бамбуковая казнь
- Бросание к хищникам
- Бык Фаларида
- Гильотинирование
- Дьявольский ветер
- «Железная дева»
- Заливание горла кипящим маслом
- Заливание горла расплавленным металлом[18]
- Замуровывание
- Килевание
- Колесование
- «Кровавый орёл»
- Повешение за ребро
- Повешение, потрошение и четвертование
- Погребение заживо
- Посажение на кол
- Посажение на раскалённый трон и коронация раскалённой короной
- Потрошение
- Разрезание на мелкие кусочки
- Распиливание
- Распятие
- Растаптывание слонами
- Сдирание кожи
- Сварение в кипятке
- Скармливание акулам
- Скафизм
- Сожжение заживо
- Удавление (испанская гаррота)
- Утопление
- Утробная кошка
- Четвертование
- Яма со змеями

## Ситуация в разных странах

### Великобритания
В средневековой Англии вешали за самые мелкие кражи, причём в больших количествах. Только в лондонском районе Тайберн (место казни для простолюдинов) в царствование Эдуарда VI ежегодно в среднем казнили 560 человек. За дисциплинарные проступки в войсках и на флоте вешали на рее; за фальшивомонетничество варили в кипятке или в масле (вплоть до XVII века). Кроме того, применялись уродования вроде урезания носа, ушей, языка. По «Кровавому кодексу», действовавшему между 1688 и 1815 годами, смертной казнью карались от 50 (в 1688 году) до 220 (к концу XVIII века) преступлений.
С 1808 года, когда была отменена смертная казнь за карманничество, начался процесс реформирования «Кровавого кодекса». Постепенно количество преступлений, за которые казнили, уменьшалось, и в 1861 году казнили (через повешение) только за убийство, государственную измену, преднамеренный поджог доков и пиратство. Казнь за убийство применялась на протяжении ещё 100 лет.
Последняя публичная казнь в Англии состоялась 26 мая 1868 года: перед Ньюгейтской тюрьмой был повешен Майкл Барретт, ирландский террорист. За две недели до того состоялась последняя публичная казнь в Шотландии. Однако непубличные казни просуществовали ещё очень долго: так, вешать продолжали и после Второй мировой войны.
Последней казнённой в Англии женщиной была Рут Эллис; 10 апреля 1955 года она застрелила мужчину по имени Дэвид Блейкли, а уже 13 июля того же года её казнили в тюрьме Холлоуэй в Лондоне. Далее, через 5 лет, 10 ноября 1960 года, был повешен Флосси Форсайт, которому было всего 18 лет. Последней британской казнью вообще была казнь в Манчестере и Ливерпуле двух сообщников: Питера Аллена (21 год) и Джона Уолби. 7 апреля 1964 года они убили некоего Уэста, а 13 августа состоялась одновременная их казнь (но в разных городах). После этого, ещё через пять лет, 18 декабря 1969 года, смертная казнь была отменена за тяжкое убийство, а в 1998 году — за оставшиеся три вида преступлений.

### Франция
Во Франции при старом режиме цареубийц казнили через четвертование. Также было широко распространено колесование, повешение за ребро и прочие мучительные наказания, особо рьяно употреблявшиеся против гугенотов и бунтарей в царствование Людовика XIV. В 1792 году была введена гильотина, и в последующем большинство смертных казней, кроме как по приговору военного суда (в этом случае был обычен расстрел), проводилось через гильотинирование (в Уголовном кодексе Франции 1810 года статья 12 гласит, что «всякому приговорённому к смерти отсекается голова»). Уже 21 января 1793 года на гильотине был казнён Людовик XVI.
Эта машина не была оригинальным изобретением ни доктора Гильотена, предложившего ввести её в качестве орудия смертной казни, ни его учителя, доктора Луи; похожая машина употреблялась до того в Шотландии, где называлась «шотландской девой». Во Франции её также называли Девой или даже Колесом правосудия.
Гильотина не была отменена последующим строем ввиду чрезвычайного её удобства. Казнь исполнялась долгое время только публично: в приговоре об осуждённом говорилось, что ему «отсекут голову на публичном месте именем французского народа» (фр. il aura la tête tranchée sur une place publique au nom du peuple français). Соблюдались и средневековые ритуалы. Так, в последнее утро осуждённому объявляли: «Мужайтесь (следует фамилия)! Час искупления настал» (Du courage… l’heure de l’expiation est venue), после чего спрашивали, не угодно ли ему папиросу, рюмку рома.
Отдельной статьёй французского уголовного закона шло отцеубийство (peine des patricides), за которое также приговаривали к смертной казни. При этом перед казнью применялся позорящий ритуал, когда на осуждённых надевали красные рубахи и заставляли идти на казнь босиком, после чего на эшафоте, перед исполнением смертного приговора, им отсекалась кисть правой руки (формально этот ритуал был отменён лишь в 1930-е годы). Известно, что Фукье-Тенвиль, верховный судья времён якобинского террора, повелел одеть в красные рубахи 53 человека, казнённых якобы за покушение на Робеспьера (дело было сфабрикованным).
В XIX—XX веках публичные казни происходили на бульварах или около тюрем, где всегда собиралась большая толпа. В 1932 году перед тюрьмой Санте был казнён Павел Горгулов, русский эмигрант, автор произведений, которые подписывал Павел Бред, за убийство президента республики Поля Думера. Через семь лет, 17 июня 1939 года, в 4 часа 50 минут в Версале на бульваре отсекли голову Эжену Вейдману, убийце семи человек. Это была последняя публичная казнь во Франции; из-за непристойного волнения толпы и скандалов с прессой было велено впредь устраивать казни в условиях тюрьмы. Таким образом, видимо, действие «Постороннего» Альбера Камю, где публичная казнь устраивается в Алжире, происходит раньше 1939 года.
По приговору военного суда во Франции смертная казнь осуществлялась не на гильотине, а через расстрел; так, расстреляны были маршал Мишель Ней (1815), Пьер Лаваль и другие подсудимые процессов 1945—1946 годов, организатор покушения на Шарля де Голля член ОАС полковник французской армии Жан Бастьен-Тири (1963).
Последняя казнь через отсечение головы гильотиной произошла в Марселе в правление Жискар д’Эстена, 10 сентября 1977 года (всего за его семилетний срок — 1974—1981 — было казнено только три человека). Казнённого тунисского происхождения звали Хамида Джандуби; он похитил и убил свою бывшую сожительницу, которую ранее принуждал к занятиям проституцией, а перед смертью долго пытал. Это была последняя казнь не только во Франции, но и во всей Западной Европе. Франсуа Миттеран вскоре после вступления в должность в 1981 году ввёл полный мораторий на смертную казнь, которому был присвоен статус закона.
20 февраля 2007 года Франция ввела конституционный запрет на смертную казнь (за данную поправку в 66-ю статью конституции проголосовали 828 депутатов Национального собрания и сенаторов, против — всего 26). По данным «Ведомостей», Франция таким образом стала последней из стран ЕС, на уровне конституции запретивших применение смертной казни.

### Германия
В государствах Германии традиционно отсекали голову (как, например, Карлу Занду), причём орудием обезглавливания часто служил не топор, а меч. Помимо этого в средневековье существовали и другие казни. Так, наибольшие ужасы охоты на ведьм (казнь через сожжение и проч.) были не в Испании, а в Германии XVII века, причём протестанты ничем не уступали католикам. Казнь через сожжение применялась также за фальшивомонетничество и поджог. За супружескую измену четвертовали. При этом для женщин, совершивших супружескую измену, а также для матерей, убивших своего ребёнка, была предусмотрена особая высшая мера — утопление.
Существовали и другие виды смертной казни (колесование, погребение заживо, посажение на кол и т. д.). Нередко перед самой высшей мерой применялись пытки и иные увечащие наказания.
В XX веке, уже при Гитлере, была введена смертная казнь через повешение (март 1933 года) и гильотину (нем. Fallbeil — начало 1934 года). Маринус ван дер Люббе и Юлиус Фучик были казнены на гильотине. Участники неудачного заговора против Гитлера 20 июля 1944 года были повешены не на обычных верёвках, а на рояльных струнах, что усиливало мучения. В армии применялся расстрел. Газовая камера, самое знаменитое средство массового уничтожения, применялась в основном в концентрационных лагерях (имеются в виду не только лагеря для других народов, но и лагеря для немцев — противников существующего режима). Всех осуждённых к смерти нацистских преступников в Нюрнберге повесили, причём Кейтелю, Йодлю и Герингу было отказано в замене повешения расстрелом, чего они добивались как военнослужащие. Последующие Нюрнбергские процессы вынесли ещё несколько смертных приговоров, часть из которых была приведена в исполнение (также через повешение).
Смертная казнь на территории ФРГ и Западного Берлина была отменена в 1949 году (хотя некоторые из нюрнбергских казней были приведены в исполнение в 1951 году, это было лишь правосудие США, осуществившееся на территории Германии). В ГДР смертная казнь была отменена в 1987 году (до 1966 года использовалась гильотина, заменённая в том году расстрелом).

### Другие западноевропейские страны
До объединения Италии, во всех вошедших в королевство областях, за исключением герцогства Тосканского, существовала смертная казнь в той или другой форме.
В 1786 году правитель Тосканы, Леопольд II, сделал её первым в мире государством, отменившим смертную казнь (фактический мораторий на смертную казнь был введён с 1769 года). В Итальянском королевстве с 1877 королём Умберто I был наложен фактический мораторий на смертную казнь, а с 1889 года смертная казнь была выведена из гражданского уголовного кодекса (оставаясь в военном и колониальном законодательстве). В 1927 году Муссолини вернул смертную казнь, вновь отменённую в 1947 году.
В Австро-Венгрии вешали, но лишь тех, кто достиг 21 года. Из-за этого Гаврило Принцип, убивший эрцгерцога Франца Фердинанда и его жену, что послужило поводом к началу Первой мировой войны, и Неделько Чабринович, бросивший бомбу, получили 20-летнее заключение, а троих их товарищей, бомб не бросавших, никого не убивших, но достигших возраста в 21 год, повесили 3 февраля 1915 года.
В Испании во времена Средневековья смертная казнь была обычным делом. Наиболее известна практика её применения против еретиков и прочих неугодных католической церкви людей, хотя исторические данные показывают, что светские суды выносили смертные приговоры несравнимо чаще. Известен мучительный способ казни, просуществовавший до второй половины XX века: испанская гаррота, разновидность удавки, прошедшей путь от простой верёвочной петли до металлического обруча, затягиваемого на шее жертвы. В 1975 году король Хуан Карлос I ввёл мораторий на исполнение смертных приговоров — это было одним из первых его распоряжений при вступлении на престол. В 1978 году Испания полностью запретила смертную казнь.
В Португалии смертная казнь была полностью отменена в 1867 году.
В Швейцарии смертная казнь существовала лишь в некоторых кантонах. Так, Случевский видел в Женеве казнь на гильотине, послужившую предметом известного стихотворения. Но когда в 1898 году анархист Лукени убил австрийскую императрицу Елизавету, смертной казни уже по закону не было, поэтому он получил пожизненное заключение. По законодательству, допускавшему применение смертной казни в то время, когда граничащие со Швейцарией страны находились в состоянии войны, к шпионящим на швейцарской территории гражданам могла применяться смертная казнь (то есть фактически она была узаконена в военное время для лиц, совершивших государственные преступления). Таким образом, в годы Второй мировой войны к смертной казни были приговорены 12 граждан Германии, 11 из которых были казнены.
В Ватикане смертная казнь официально существовала в 1929—1969 годах, однако данный приговор ни разу не выносился.

### Россия
Согласно п. 2 ст. 20 Конституции РФ:

Смертная казнь впредь до её отмены может устанавливаться федеральным законом в качестве исключительной меры наказания за особо тяжкие преступления против жизни при предоставлении обвиняемому права на рассмотрение его дела судом с участием присяжных заседателей.

После революций 1917 года новые власти объявляли об отмене смертной казни. Однако, эти решения были формальными и недолгими. В ходе Гражданской войны часто убивали без судебных решений. Точное количество казнённых тогда неизвестно. В СССР высшая мера наказания (расстрел), в соответствии с УК РСФСР 1960 года (другие советские республики имели аналогичные кодексы, почти полностью копирующие его; этот кодекс с определёнными изменениями действовал в РФ до 1997 года) применялась за следующие преступления: умышленное убийство с отягчающими обстоятельствами (ст. 102; известные расстрелянные по этой статье: Чикатило, Сливко, Иванютина, Михасевич, Головкин по прозвищу «Фишер», Нейланд); изнасилование с отягчающими обстоятельствами (ч. 3 ст. 117); убийство по политическим мотивам советского политического деятеля или официального представителя иностранного государства (ч. 1 статей 66 и 67); измена Родине (ст. 64; казнены Саблин, Пеньковский, Макарова по прозвищу «Тонька-пулемётчица»); шпионаж (ст. 65); бандитизм (ст. 77); дезорганизация деятельности исправительно-трудовых учреждений (ст. 77.1); покушение на жизнь работника милиции или дружинника при исполнении служебных обязанностей (ст. 191.2); террористический акт, повлёкший смерть человека (ст. 213.3); убийство военнослужащим своего командира (п. «в» ст. 240); нарушение правил валютных операций в особо крупном размере (ч. 3 ст. 88; статья утратила силу вскоре после распада СССР в 1991 году; наиболее известный расстрелянный — Ян Рокотов); хищение социалистической собственности в особо крупном размере (ч. 3 статей 89, 90, 91, 92 и 93; утратили силу после 1991 года; наиболее известные казнённые — Соколов и Бородкина); получение, посредничество или дача взятки в особо крупном размере или лицом, ранее судимым за аналогичные преступления (статьи 173, 174 и 174.1; после распада СССР максимальное наказание за них снижено до 15 лет); организация незаконных вооружённых формирований или участие в них, если это сопряжено с причинением смерти людям (ст. 77.2; введена уже в Российской Федерации во время Первой войны в Чечне).
Только в военное время: дезертирство (ст. 247); самовольное оставление части в боевой обстановке (ст. 248); уклонение от призыва по мобилизации или от воинской службы (статьи 81 и 249); умышленное уничтожение или повреждение военного имущества (ст. 251); неповиновение приказу (ст. 238); применение насилия в отношении командира (ст. 242); грубое нарушение уставных правил караульной службы (ст. 255); грубое нарушение правил несения боевого дежурства (ст. 257); превышение командиром служебных полномочий (ст. 260); сдача или оставление противнику средств ведения войны или укреплений (ст. 261); оставление капитаном погибающего военного корабля раньше времени и без попытки выполнения обязанностей по его спасению (ст. 262); самовольное оставление поля сражения или отказ применять оружие в бою (ст. 263); добровольная сдача в плен (ст. 264); мародёрство (ст. 266); насилие над населением в районе военных действий (ст. 267).
Смертную казнь в СССР официально было запрещено применять к лицам, не достигшим возраста 18 лет (кроме периодов 1935—1947 годов и 1950—1959 годов). В 1935 году в СССР была разрешена смертная казнь для лиц, достигших 12-летнего возраста. Известно, что был приговорён к смертной казни и расстрелян в мае 1940 года несовершеннолетний серийный убийца Владимир Винничевский. После восстановления смертной казни в СССР она не применялась к несовершеннолетним. Исключением стал несовершеннолетний Аркадий Нейланд, который был осуждён к расстрелу по указанию Никиты Хрущёва. Приговор был вынесен и приведён в исполнение в августе 1964 года, несмотря на то, что на момент совершения Нейландом преступления в СССР было запрещено законом применять смертную казнь в отношении лиц, не достигших возраста 18 лет.
После вступления в силу с 1 января 1997 года нового Уголовного кодекса РФ (УК РФ) взамен Уголовного кодекса 1960 года в России значительно сокращён перечень преступлений, видом наказания за которые могла быть назначена смертная казнь. На данный момент казнь может быть применена только к лицам мужского пола, женщины освобождены от данного вида наказания, как и от пожизненного заключения. Согласно п. 1 ст. 59 УК РФ смертная казнь как исключительная мера наказания может быть установлена только за особо тяжкие преступления, посягающие на жизнь.
Единственным видом смертной казни в России является расстрел. В СССР, помимо расстрела, допускалась смертная казнь через повешение — в отношении ряда категорий военных преступников, осуждённых на основании Указа Президиума Верховного Совета СССР № 39 от 19 апреля 1943 года.
16 мая 1996 года президентом России Борисом Ельциным был издан указ № 724 «О поэтапном сокращении применения смертной казни в связи с вхождением России в Совет Европы».
Последняя смертная казнь в России была приведена в исполнение 2 августа 1996 года в отношении серийного убийцы Сергея Головкина.
16 апреля 1997 года Россией был подписан Протокол № 6 к Европейской конвенции о защите прав человека и основных свобод относительно отмены смертной казни (Россия обязана была подписать этот документ в течение одного года после принятия в Совет Европы, которое состоялось в 1996 году).
2 февраля 1999 года Конституционный суд России вынес Постановление № 3-П, в котором признал неконституционным возможность вынесения смертных приговоров в отсутствие судов присяжных во всех регионах страны.
Указом Президента России от 3 июня 1999 года № 698 были помилованы все 703 человека, осуждённых к смертной казни.
С 1 января 2010 года суды присяжных должны были начать действовать в последнем субъекте федерации, где их до сих пор не было — в Чеченской Республике. В связи с этим Верховный суд обратился с запросом о возможности применения смертной казни с этого момента в Конституционный суд. 19 ноября 2009 года Конституционный суд своим определением № 1344-О-Р «О разъяснении пункта 5 резолютивной части Постановления Конституционного Суда Российской Федерации от 2 февраля 1999 года № 3-П» признал невозможность назначения смертной казни в связи с обязательствами по протоколу № 6:

Тот факт, что Протокол № 6 до сих пор не ратифицирован, в контексте сложившихся правовых реалий не препятствует признанию его существенным элементом правового регулирования права на жизнь, так как в соответствии со статьёй 18 Венской конвенции о праве международных договоров от 23 мая 1969 года государство обязано воздерживаться от действий, которые лишили бы договор его объекта и цели, если оно выразило согласие на обязательность для него договора, — и до вступления договора в силу.

В российской и советской юридической практике для обозначения смертной казни в разное время использовались эвфемизмы «высшая мера социальной защиты», «высшая мера наказания».

### Беларусь
Сегодня Беларусь — единственная страна в Европе и в СНГ, где применяется смертная казнь. Смертная казнь назначается за 12 категорий преступлений в мирное время и 2 — в военное время.
В списке категорий преступлений, караемых смертной казнью в Беларуси, «развязывание либо ведение агрессивной войны» (ст. 122, ч. 2 Уголовного кодекса РБ), «убийство представителя иностранного государства, международной организации с целью провокации международных осложнений или войны» (ст. 124, ч. 2), «международный терроризм» (ст. 126), «геноцид» (ст. 127), «преступления против безопасности человечества» (ст. 128), «умышленное лишение жизни при отягчающих обстоятельствах» (ст. 139, ч. 2), «терроризм» (ст. 289, ч. 3), «террористические акты» (ст. 359), «измена, сопряжённая с убийством» (ст. 356, ч. 2), «заговор с целью захвата государственной власти» (ст. 357, ч. 3), «диверсия» (ст. 360, ч. 2), «убийство работника милиции» (ст. 362), «применение оружия массового уничтожения» (ст. 134), «убийство лица в ходе нарушения законов и обычаев войны» (ст. 135, ч. 3). В Беларуси почти все смертные приговоры были вынесены за «умышленное лишение жизни при отягчающих обстоятельствах».
В 2005 году к смертной казни были приговорены 2 человека, в 2006 — 9 человек, в 2011 — 2 человека. Осуществляется путём расстрела в СИЗО № 1 города Минска.
Международная общественность неоднократно призывала официальную Беларусь отказаться от смертных приговоров. В заявлении от 9 октября 2013 Спецдокладчик ООН по вопросу о положении в области прав человека в РБ Миклош Харашти настоятельно призвал правительство незамедлительно ввести мораторий на смертную казнь, пока не состоится реформа соответствующего законодательства и судебной системы, а смертная казнь не будет исключена из Уголовного кодекса страны.
Правозащитники выражают также обеспокоенность рядом обстоятельств, сопровождающих смертную казнь в Беларуси: зачастую казнь осуществляют в то время, когда жалоба приговорённого к смертной казни находится на рассмотрении Комитета ООН по правам человека; родственникам не сообщают дату расстрела; зачастую о том, что приговор приведён в исполнение, родственники узнают от адвоката. Все это позволяет назвать действия судебной системы по отношению к родственникам приговорённого к смертной казни моральными пытками.
В 2013 году петицию кампании «Правозащитники против смертной казни в Беларуси», инициированную Международной федерацией за права человека FIDH и ПЦ «Весна», подписала Милен Фармер. Подписав петицию, Милен Фармер процитировала строки французского писателя Виктора Гюго из предисловия к повести «Последний день приговорённого»: «И не может быть цели более высокой, более святой, более достойной, чем эта: покончить со смертной казнью».

### Украина
Отсутствие смертной казни является обязательным условием для пребывания государства в Совете Европы. Это стало одной из причин отмены смертной казни на Украине, где мораторий на исполнение смертных приговоров впервые начал действовать в 1995 году, незадолго до вступления в эту международную организацию. Однако через несколько месяцев смертные приговоры снова стали исполнять, придя к выводу, что решение о моратории было принято без соблюдения надлежащей процедуры. Такое положение вещей могло привести к исключению Украины из Совета Европы; в 1997 году мораторий на исполнение смертных приговоров вновь начал действовать. 30 декабря 1999 года Конституционный суд признал, что смертная казнь противоречит Конституции, чем окончательно закрыл путь к восстановлению этого наказания. В связи с этим в 2000 году Верховная рада внесла изменения в Уголовный кодекс, которыми окончательно изъяла понятие «смертная казнь» из официального списка уголовных наказаний Украины.
Видом смертной казни, который применялся ранее на Украине начиная с момента её образования как независимого государства, всегда был расстрел, как и во всех других государствах, которые образовались в результате распада СССР.

### Литва
В Литве в XX веке законодательство предусматривало расстрел. В декабре 1926 года после государственного переворота по приговору суда были расстреляны четверо руководителей коммунистической партии — Каролис Пожела, Раполас Чарнас, Казис Гедрис и Юозас Грейфенбергерис. В 1927 году за шпионаж в пользу СССР был казнён бывший начальник литовского генштаба Константин Клещинский. В 1930-е годы высшая мера могла приводиться в исполнение и в газовой камере: так были казнены некоторые участники крестьянских беспорядков 1935 года. После распада СССР в Литве ещё несколько лет применялась смертная казнь, последний смертный приговор в этой стране был исполнен в 1996 году. Тогда был расстрелян Борис Деканидзе. 21 декабря 1998 года смертная казнь в Литве была полностью отменена.

### Польша
В Польше до 1939 года за политические преступления применялся расстрел (был расстрелян Элигиуш Невядомский — убийца президента Нарутовича), за остальные особо тяжкие — повешение. Во времена ПНР за особо тяжкие преступления применялась смертная казнь через повешение. В период с 1945 по 1988 годы в ПНР был казнён 321 человек. Последний смертный приговор в Польше приведён в исполнение 21 апреля 1988 года.

### Венгрия
В Венгрии практиковалась смертная казнь через повешение. Таким образом был казнён Имре Надь и многие другие участники восстания 1956 года. Отменена в 1990 году.

### США
Смертная казнь в США применяется как федеральными судами, так и в ряде штатов. За 2016 год в США казнили 20 человек (в пяти штатах). На конец 2016 года в стране в камерах смертников находились 2832 человека.
В Соединённых Штатах правовая культура вообще и культура казни в частности заимствованы из Великобритании. Изначально там были столь же жестокие законы, в частности драконовские «Синие законы Коннектикута», о которых писал Марк Твен, предусматривавшие казнь за многие виды преступлений.
В конце XIX века был изобретён электрический стул, впервые применённый в 1890 году и вскоре вошедший во всеобщее употребление, так что во многих штатах он вытеснил повешение. Леон Чолгош, анархист, убивший президента Мак-Кинли в Буффало, был пятидесятым преступником, которого казнили (29 октября 1901 года) в штате Нью-Йорк с помощью этого приспособления.
В 1913 году прошло шумное дело Лео Франка: на основании сомнительных доказательств осуждённый был приговорён к смертной казни, затем помилован, похищен и повешен группой видных граждан.
Газовую камеру в США начали применять в 1924 году, но она не получила такого широкого распространения.
С 1960-х годов правозащитники повели борьбу со смертной казнью. В 1972 году Верховный суд, в деле «Фурман против Джорджии», признал смертную казнь жестоким наказанием, а следовательно, противоречащей Конституции, хотя судьи разошлись в мотивации этого вывода (часть считала, что смертная казнь недопустима как таковая, часть считала недопустимой отсутствие гарантий от судебной ошибки). Десять лет (с 1967 по 1977 год) во всех штатах никого не казнили. Ряд штатов после дела Фурмана принял новые законы о смертной казни. В 1976 году в деле Грегг против Джорджии Верховный суд признал конституционными законы ряда штатов, предусматривающие смертную казнь. Она была восстановлена в тех 38 штатах, где не была отменена ранее, а также на федеральном уровне. Первым американцем, казнённым после этого решения, был Гэри Гилмор (штат Юта, расстрел, 1977 год).
В дальнейшем в ряде решений Верховного суда было признано, что смертная казнь не должна применяться за изнасилование (Кокер против Джорджии и Кеннеди против Луизианы), к соучастнику преступления, который не совершал и не планировал убийства (Энмунд против Флориды), к умственно отсталым лицам (Аткинс против Виргинии) и лицам, несовершеннолетним на момент преступления (Роупер против Симмонса в 2005 году). До 1989 года во многих штатах казнили детей до 16 лет, а в 1989—2005 — до 18. Самым молодым казнённым в США в XX веке был Джордж Стинни. Его казнили на электрическом стуле 16 июня 1944 года в возрасте всего 14 лет и 239 дней.
В настоящее время законы различных штатов предусматривают пять способов смертной казни:
- Повешение
- Расстрел
- Электрический стул
- Газовая камера
- Смертельная инъекция

В последнее время (с начала XXI века) подавляющее большинство казней осуществляется путём смертельной инъекции. Изредка применяется также электрический стул. 18 июня 2010 года в штате Юта впервые за долгое время был применён расстрел: был расстрелян Ронни Ли Гарднер, который выбрал способ казни самостоятельно. Прочие методы не применялись с конца XX века. Они сохранились лишь в законах небольшого числа штатов, причём во всех этих штатах применяется и смертельная инъекция, а использование альтернативных методов во многих случаях ограничено различными условиями (например, право выбрать их использование имеют лишь осуждённые, совершившие преступление или получившие смертный приговор до определённой даты). До 8 февраля 2008 года Небраска являлась единственным штатом, применяющим смертную казнь и не использующим инъекцию (единственным методом являлся здесь электрический стул; 8 февраля Верховный суд Небраски постановил, что этот метод является «жестоким и необычным наказанием», запрещённым конституцией США; исполнение смертных приговоров было приостановлено до утверждения нового метода казни). В 2011 году смертная казнь была отменена в Иллинойсе.
Культура смертной казни в штатах США обычно включает право осуждённого на последний ужин — еду, приготовляемую за несколько часов до казни в соответствии с его просьбой (с определёнными ограничениями) и право на последнее слово непосредственно перед исполнением приговора. При казни обычно присутствуют свидетели. Количество и состав лиц, имеющих право присутствовать при казни, различаются в разных штатах, но, как правило, такое право имеют родственники осуждённого и его жертв, адвокаты, священник.
В 2009 году число приговорённых к смертной казни преступников в США было равно 32. Это самое низкое число с 1973 года. Самое большое число смертных приговоров было в 1994 году — 328. В 2011 году казнь Троя Дэвиса, которого многие считали невиновным, привлекла особое внимание во всём мире к применению смертной казни в США.
По консервативной оценке, не менее 4,1 % из всех лиц, приговорённых к смертной казни в США между январём 1973 и декабрём 2004 (7482 человека), были осуждены ошибочно. Из них лишь в 1,6 % случаев судебная ошибка была обнаружена и исправлена после вынесения смертного приговора, но до казни. Среднее время от приговора до казни для осуждённых, в отношении которых приговор был приведён в исполнение за этот период времени (943 человека), составило 10,8 года.

### Китай
В Китае наших дней широко употребляется расстрел. При Мао Цзэдуне часто отсекали голову; при старых императорах использовался такой экзотический вид смертной казни, как «смерть от тысячи порезов». В средневековом Китае были распространены и более экзотические и мучительные виды казней, как, например, казнь с использованием бамбука, котла с известью и др.
В Китае она применяется достаточно широко и за меньшие проступки, такие как: взяточничество, браконьерство (в частности, добыча амурского тигра) и другие. В течение 2011—2015 годов в Китае отменена казнь за сокрытие доходов, сутенёрство, подделку денежных знаков. Взяточничество может караться смертью только, если её сумма — более 460 тысяч долларов (несколько миллионов юаней). С 2010 года все казни осуществляются путём смертельной инъекции. Все смертные приговоры в Китае с 2006 года подтверждаются Верховным народным судом, таким образом в стране сложилась многоуровневая система апелляций.

### Латинская Америка и страны Карибского бассейна
В праве большинства стран Латинской Америки и Карибского бассейна смертная казнь отменена. По состоянию на 2017 год юридическая возможность вынесения смертного приговора существует только в 14 небольших государствах региона: Антигуа и Барбуда, Багамские острова, Барбадос, Белиз, Гайана, Гватемала, Гренада, Доминика, Куба, Сент-Винсент и Гренадины, Сент-Китс и Невис, Сент-Люсия, Тринидад и Тобаго, Ямайка. За 2016 год смертные приговоры (все за убийство) были вынесены только в трёх странах региона — Барбадосе, Гайане, Тринидаде и Тобаго. На практике с 2008 года ни один смертный приговор не был приведён в исполнение ни в одной стране региона.

### Ближний Восток и Азия
На Ближнем Востоке имеют место средства казни, использующиеся с древних времён: побивание камнями, отсечение головы мечом и повешение. Во времена Османской империи было распространено посажение на кол (неизвестно, турецкая ли это казнь или унаследованная от Византии), перешедшее к соседним православным народам, в том числе в Россию (в 1614 году был посажен на кол атаман Заруцкий, а в 1718 году — майор Глебов) и Румынию (господарь Валахии Влад III Цепеш, известный как Дракула — герой романа Брэма Стокера, предпочитал именно этот способ, за что и прозывался Цепешем, то есть «сажающим на кол»). В Турецкой республике до отмены смертной казни в 2002 году существовало только повешение, причём эта мера наказания перестала действовать сразу после запрета; так, Оджалану, первоначально приговорённому к казни, приговор был заменён на пожизненное заключение.
В Иране и Афганистане смертная казнь в XX веке была вполне обычной: немало руководителей этих государств кончило жизнь на виселице, в том числе Наджибулла (повешен талибами в 1996 году на автокране). По состоянию на начало 2010-х годов Иран остаётся одним из лидеров по числу приводимых в исполнение смертных приговоров — по оценкам правозащитников, за 2015 год в этой стране казнили 977 человек. Иран также отличается тем, что его право позволяет казнить женщин в возрасте 9 лет и старше, а мужчин — в возрасте 15 лет и старше. Казни несовершеннолетних в Иране практиковались в 2015 году. Однако, видимо, тенденция к ограничению смертной казни не обошла стороной Иран: не практикуется с 2002 года побиение камнями, а также прекращены публичные казни.
Пакистан очень часто применял смертную казнь через повешение, в том числе за такое деяние, не считающееся во многих странах преступлением, как богохульство (с 1986 года). В 2008—2014 годах в Пакистане действовал мораторий на смертную казнь (видимо, он не касался приговоров военных судов, так как в 2012 году был казнён осуждённый военным трибуналом солдат). Однако, затем мораторий был отменён, и в 2015 году казнили более 320 человек.
В Ираке смертная казнь практикуется до сих пор. В 2006 году были казнены через повешение Саддам Хусейн и ряд его ближайших соратников.
В Саудовской Аравии и в настоящее время применяется такой средневековый вид смертной казни, как отсечение головы мечом. Существуют даже целые династии палачей, передающие своё «искусство» по наследству. См. Смертная казнь в Саудовской Аравии. Вообще во многих шариатских странах жён, изменивших мужу, и гомосексуалов забивают камнями.
В Израиле смертная казнь является высшей мерой наказания для очень ограниченного числа преступлений, в том числе для военных преступников, предателей, разжигателей войны и организаторов геноцида. За время существования государства казнены два человека: 30 июня 1948 года ошибочно расстрелян капитан Армии обороны Израиля Меир Тувианский по обвинению в предательстве и шпионаже в пользу Великобритании (позднее было установлено, что суд над ним проходил с грубыми процессуальными нарушениями, и он был полностью реабилитирован), а в 1962 году был повешен бывший сотрудник гестапо и Главного управления имперской безопасности (РСХА) нацистской Германии Адольф Эйхман.
В государствах Юго-Восточной Азии (в Сингапуре, Малайзии и пр.) вешают за хранение наркотиков, в том числе и иностранных граждан. При этом в Малайзии небольшое общее количество казней в год сочетается с большим числом приговорённых к этой мере наказания. Например, в 2016 году в этой стране казнили 9 человек, тогда как по состоянию на 30 апреля 2016 года 1 042 человека ждали приведения в исполнение своих смертных приговоров. Широко применяется смертная казнь во Вьетнаме, где за период с 6 августа 2013 года по 30 июня 2016 года казнили 429 заключённых. Особенную изобретательность в способах умерщвления своих граждан[стиль] проявлял режим Пол Пота в Камбодже.
В Японии существует смертная казнь через повешение. 13 участников секты «Аум Синрикё» были приговорены к смертной казни, приговор в отношении семи человек был приведён в исполнение 6 июля 2018 года, а 26 июля были казнены оставшиеся шесть человек. В 2019 в стране был казнён сорокалетний гражданин Китая Вэй Вэй. В 2003 году мужчина ограбил и убил вместе с двумя соотечественниками местную семью из четырёх человек, в том числе детей 8 и 11 лет. Тела жертв преступники сбросили в море, прицепив на ноги грузы. Сообщники Вэя сбежали в КНР и были арестованы там. Один из них был казнён на родине в 2005 году, другой — приговорён к пожизненному заключению. 26 декабря Вэй Вэй был повешен в тюрьме города Фукуока, где он 16 лет находился в камере смертников. Об этом сообщила министр юстиции страны, Масако Мори. В Японии это первая зафиксированная казнь иностранного гражданина с 2007. До этого информация о приговорённых к высшей мере наказания не разглашалась. Япония остаётся одной из двух стран «Большой семёрки», которая сохранила смертную казнь, второй является США. Осуждённым до утра исполнения приговора не сообщают, где они будут казнены.
Есть она и в Южной Корее, где, в частности, к ней был приговорён бывший президент республики Чон Ду Хван (позже помилованный). В Северной Корее помимо этого вида казни также применяют расстрел.
В Таиланде ранее применяли расстрел из пулемёта, ныне используется в основном смертельная инъекция.
В Индии преступников казнят через повешение, однако это происходит редко. В 2012—2013 годах было казнено два человека. Казнь ещё одного преступника была запланирована на 12 сентября 2014 года, однако позже казнь была заменена пожизненным заключением. 29 июля 2015 казнён организатор терактов в Мумбае в 1993 году.
В постсоветских азиатских республиках смертная казнь не применяется (хотя и не везде отменена полностью). Например, в Казахстане, где с 2003 года действует мораторий на смертную казнь, в 2016 году был вынесен один смертный приговор, а с 2020 года смертная казнь была отменена.

### Африка к югу от Сахары
В большинстве стран «чёрной» Африки смертная казнь по состоянию на 2017 год либо совсем отменена, либо на неё установлен мораторий. В 2016 году были приведены в исполнение 22 смертных приговора в пяти странах «чёрной» Африки. Наибольшее число смертных приговоров приходится на Нигерию — 527 осуждённых в 2016 году. Нигерия же в 2016 году заняла одно из первых мест в мире по числу необоснованных смертных приговоров — 32 человека, осуждённые к смертной казни в этой стране, были в 2016 году оправданы.

## Критика
Противники смертной казни указывают на то, что судебные ошибки неминуемо приводят к казням невиновных. Также приводится статистика, показывающая, что отмена или введение смертной казни в стране сами по себе не изменяют количества тяжких преступлений. Разные исследователи приводят диаметрально противоположные результаты относительно влияния смертной казни на количество убийств:
1. смертная казнь всё-таки является сдерживающим фактором, признали американские учёные[56];
2. специальная государственная комиссия, организованная в Нью-Джерси (США), заявила, что применение смертной казни не сдерживает число убийств[57][58].

Проблема эффективности и необходимости применения смертной казни имеет давнюю историю. Так, в Древней Греции устрашающее воздействие смертной казни ставил под сомнение Диодот в споре с Клеоном, в более поздний период необходимость отказа от применения смертной казни обосновывалась, например, выдающимся мыслителем эпохи Просвещения Чезаре Беккариа.

## Отношение мировых религий

### В иудаизме
Талмуд упоминает четыре формы смертной казни, к которой приговаривает суд (арба митот бет-дин): побиение камнями, сожжение, казнь мечом и удушение.
В отношении смертной казни библейская заповедь любить ближнего как самого себя (Лев. 19:18) интерпретируется законоучителями Талмуда как предписание казнить приговорённого преступника наиболее гуманным способом. Согласно этому подходу, смертная казнь должна быть подобна тому, как отнимает у человека жизнь сам Бог, то есть не калеча тело.
Законоучители Талмуда постановили, что с разрушением Храма Синедрион утратил право приговаривать к смертной казни.

### В христианстве
В Библии, как и в законодательстве других древних народов, смертная казнь нередко служит наказанием за тяжкое преступление. Имеются указания на необходимость смертной казни за такие виды преступлений, как: сознательное и злонамеренное нарушение святости субботы, богохульство, убийство, прелюбодеяние (супружеская измена), скотоложество, изнасилование, оскорбление, ворожбу или избиение отца или матери, похищение людей.
Библия упоминает три способа смертной казни — побиение камнями, сожжение и повешение.
Прямым текстом Иисус нигде не говорит о смертной казни, однако когда апостолы предлагают Христу убить жителей селения самарянского за то, что они их не приняли, Христос запрещает им словами: «не знаете, какого вы духа; ибо Сын Человеческий пришёл не губить души человеческие, а спасать» (Лк. 9:55).
Наиболее радикальное высказывание Иисуса о смертной казни касается преступлений против детей: «лучше было бы ему, если бы мельничный жёрнов повесили ему на шею и бросили его в море, нежели чтобы он соблазнил одного из малых сих» (Лк. 17:2).
Послание к Римлянам с его проповедью покорности властям (Рим. 13) традиционно использовалось для обоснования смертной казни:
<начальник> есть Божий слуга, тебе на добро. Если же делаешь зло, бойся, ибо он не напрасно носит меч: он Божий слуга, отмститель в наказание делающему злое
Упоминание меча интерпретировалось по-разному:
- как требование Библии казнить всех преступников;
- как символ права государства на насилие, но не предложение конкретной формы наказания;
- как символ законной власти (по Вольтеру, таким символом является меч в ножнах).

#### В православии
В Основах социальной концепции Русской православной церкви сказано:

Особая мера наказания — смертная казнь — признавалась в Ветхом Завете. Указаний на необходимость её отмены нет ни в Священном Писании Нового Завета, ни в Предании и историческом наследии Православной Церкви. Вместе с тем, Церковь часто принимала на себя долг печалования перед светской властью об осуждённых на казнь, прося для них милости и смягчения наказания. Более того, христианское нравственное влияние воспитало в сознании людей отрицательное отношение к смертной казни. Так, в России с середины XVIII века до революции 1905 года она применялась крайне редко. Для православного сознания жизнь человека не кончается с телесной смертью — именно поэтому Церковь не оставляет душепопечения о приговорённых к высшей мере наказания.
Отмена смертной казни даёт больше возможностей для пастырской работы с оступившимся и для его собственного покаяния. К тому же очевидно, что наказание смертью не может иметь должного воспитательного значения, делает непоправимой судебную ошибку, вызывает неоднозначные чувства в народе. Сегодня многие государства отменили смертную казнь по закону или не осуществляют её на практике. Помня, что милосердие к падшему человеку всегда предпочтительнее мести, Церковь приветствует такие шаги государственных властей. Вместе с тем она признает, что вопрос об отмене или неприменении смертной казни должен решаться обществом свободно, с учётом состояния в нём преступности, правоохранительной и судебной систем, а наипаче соображений охраны жизни благонамеренных членов общества.

В Основах учения Русской православной церкви о достоинстве, свободе и правах человека сказано:

Признавая, что смертная казнь была приемлема в ветхозаветные времена, а указаний на необходимость её отмены «нет ни в Священном Писании Нового Завета, ни в Предании и историческом наследии Православной Церкви», нельзя не вспомнить о том, что «Церковь часто принимала на себя долг печалования об осуждённых на казнь, прося для них милости и смягчения наказания» (Основы социальной концепции Русской Православной Церкви, IX.3). Защищая человеческую жизнь, Церковь, вне зависимости от отношения общества к смертной казни, призвана исполнять этот долг печалования.

### В исламе
В некоторых исламских странах смертная казнь применяется за широкий круг преступлений, включая умышленное убийство, изнасилование, прелюбодеяние, гомосексуальные отношения, инцест, интимные отношения между немусульманином и мусульманкой, употребление спиртных напитков (после трёх признаний виновным), отречение от ислама, кражу (после четырёх обвинений), торговлю наркотиками и вооружённый разбой. Преступления, за которые может быть вынесен смертный приговор, определяются законами шариата, которые основываются на интерпретации исламских священных текстов — Корана и сунны, традиций и практик пророка Мухаммеда.
Методы казни в исламских странах разнообразны, и, помимо традиционного исламского метода казни в виде отрубания головы, могут включать повешение, расстрел, побивание камнями (раджм) и сбрасывание осуждённого с крыши высокого здания. Некоторые страны проводят казни публично с целью усиления устрашающего эффекта на других людей.
Разные школы исламского права могут предписывать различные наказания для преступлений. Так, например, в шиизме гомосексуальные отношения могут наказываться путём сбрасывания с высокой стены, отрубания головы, забивания камнями или сожжения. Разбой в исламском праве определяется как акт грабежа, совершаемый группой вооружённых мужчин на территории исламского государства, и рассматривается как «война против Аллаха и его посланника». В таких случаях смертная казнь является одним из возможных вариантов, и, в соответствии с Кораном, могут быть применены распятие, отсечение рук и ног, убийство и изгнание из страны.

Воистину, те, которые сражаются против Аллаха и Его Посланника и стремятся сотворить на земле нечестие, в воздаяние должны быть убиты или распяты, или у них должны быть отсечены накрест руки и ноги, или они должны быть изгнаны из страны. Это будет для них позором в этом мире, а в Последней жизни для них уготованы великие мучения.

Оригинальный текст (ар.)إِنَّمَا جَزَاءُ الَّذِينَ يُحَارِبُونَ اللَّهَ وَرَسُولَهُ وَيَسْعَوْنَ فِي الْأَرْضِ فَسَادًا أَن يُقَتَّلُوا أَوْ يُصَلَّبُوا أَوْ تُقَطَّعَ أَيْدِيهِمْ وَأَرْجُلُهُم مِّنْ خِلَافٍ أَوْ يُنفَوْا مِنَ الْأَرْضِ ذَلِكَ لَهُمْ خِزْيٌ فِي الدُّنْيَا وَلَهُمْ فِي الْآخِرَةِ عَذَابٌ عَظِيمٌ— Коран 5:33 (Кулиев)
Страны, где переход из ислама в другую религию или отказ от веры является особо тяжким преступлением, караемым смертной казнью, включают Саудовскую Аравию, Афганистан, Объединённые Арабские Эмираты, Бруней, Мавританию, Йемен, Катар и Судан. Законы о вероотступничестве часто используются для обвинения лиц в других преступлениях, не связанных с изменением вероисповедания, например, за богохульные комментарии в социальных сетях. В других странах, например в Иране, вероотступничество формально не является уголовным преступлением, однако суды могут выносить смертный приговор в соответствии с шариатом, юридическим заключением факихов и религиозных лидеров.

### В буддизме
В соответствии с первой из пяти основных заповедей буддизма причинение вреда другим живым существам неприемлемо. Однако на практике уголовное (равно как и гражданское и т. п.) правосудие целиком остаётся на усмотрении светской власти.
Духовный лидер буддистов Тибета Далай-лама XIV, поставивший подпись в кампании «Международной амнистии» за отмену смертной казни, в интервью пояснял, что, согласно идеям буддизма, необходимо уважительно относиться к любой жизни и воздерживаться от насилия. Также Далай-лама отмечал, что насильственный метод смертной казни не решает проблему, а в любом случае вызывает «ещё большие осложнения и трудности». Решение, согласно мнению Далай-ламы, состоит в том, чтобы подобные преступники получили то образование, которое может изменить взгляды даже наиболее злостных преступников и помочь им понять собственные ошибки.

## В культуре
Смертная казнь присутствует во многих произведениях классической живописи, литературы и кинематографии в качестве одного из событий (например, в романе Теодора Драйзера «Американская трагедия» и в фильме «Слишком молода, чтобы умереть?») или является сюжетообразующим явлением (например, в романе Стивена Кинга «Зелёная миля» и в его экранизации; в фильме «Бал монстров»).

## День борьбы против смертной казни
26 сентября 2007 года Комитет министров Совета Европы учредил «Европейский день борьбы против смертной казни», который отмечается 10 октября.